# Recioto della Valpolicella
Recioto della Valpolicella DOCG er en sød italiensk dessertvin fra Valpolicella i  Veneto øst for Gardasøen.
Til amaronen opstod i det 20. århundrede var reciotoen den fornemmeste vin, en vinbonde i Valpolicella kunne lave. Dens historie går tilbage til Romerriget, hvor der var stor tørst efter søde og kraftige vine. 
Recioto bliver lavet ved samme appasimento-proces som amarone, men reciotodruerne tørres mindst en måned længere end druerne til amaronen. Efter presningen, som tidligst sker 1. januar året efter høsten, afbrydes gæringen for ”tidligt” i forhold til almindelig vinproduktion for at sikre den friske, fyldige karakter i vinen. Nu skabes en vin, der er rig på syre og restsukker (op til 250 g/l).  Når gæringen afbrydes tidligt, når man sjældent en alkoholprocent på over 12 %. Efter gæringen lagres reciotoen typisk på franske egetræsfade (barriques) et års tid. Den samlede produktion udgør kun ca. 2 % af amaroneproduktionen. Det sikrer en høj pris og eksklusivitet. 